# Мала Горичиця
Мала Горичиця (словен. Mala Goričica) — поселення в общині Іванчна Гориця, Осреднєсловенський регіон, Словенія. Висота над рівнем моря: 619,9 м.